# باري كيني
باري كيني هو سياسي أمريكي، ولد في 30 يوليو 1938. انتخب عضو مجلس ولاية كاليفورنيا ‏ وانتخب عضو جمعية ولاية كاليفورنيا ‏.